# Ichneumon helveticus
Ichneumon helveticus là một loài tò vò trong họ Ichneumonidae.